# L'Astor (la Pobla de Claramunt)
L'Astor és una muntanya de 428 metres que es troba al municipi de la Pobla de Claramunt, a la comarca de l'Anoia.